# Anolis tropidogaster
Espèce
Synonymes
- Norops tropidogaster (Hallowell, 1856)
- Anolis stigmosus Bocourt, 1869
- Anolis albi Barbour, 1932
- Anolis incompertus nicefori Barbour, 1932

Anolis tropidogaster est une espèce de sauriens de la famille des Dactyloidae. 

## Répartition
Cette espèce se rencontre au Panama, en Colombie, au Venezuela et en Équateur. 

## Publication originale
- Hallowell, 1856 : Notes on the reptiles in the collection of the Academy of Natural Sciences of Philadelphia. Proceedings of the Academy of Natural Sciences of Philadelphia, vol. 8, p. 221-238 (texte intégral).